# Machel Cedenio
Machel Cedenio (* 6. September 1995 in Point Fortin) ist ein Sprinter aus Trinidad und Tobago, der sich auf den 400-Meter-Lauf spezialisiert hat.

## Sportliche Laufbahn
Erste internationale Erfahrungen sammelte Machel Cedenio bei den CARIFTA-Games 2010 in George Town, bei denen er die Goldmedaille mit der trinidadisch-tobagischen 4-mal-400-Meter-Staffel gewann. Daraufhin nahm er an den Zentralamerika- und Karibikjuniorenmeisterschaften in Santo Domingo teil und gewann dort im Einzelbewerb über 400 Meter und mit der Staffel die Silbermedaille. 2011 gewann er bei den CARIFTA-Games in Montego Bay die Goldmedaillen über 200 und 400 Meter sowie Silber mit der 4-mal-100- und der 4-mal-400-Meter-Staffel. Anschließend erfolgte die Teilnahme an den Jugendweltmeisterschaften in Lille, bei denen er Platz vier über 400 Meter belegte und mit der Sprintstaffel (1000 Meter) im Finale den sechsten Rang erreichte. Danach nahm er an den Panamerikanischen-Juniorenmeisterschaften in Miramar teil, schied im Einzelbewerb in der ersten Runde aus und sicherte sich mit der Staffel die Silbermedaille hinter den Vereinigten Staaten. Bei den CARIFTA-Games 2012 in Hamilton gewann er sowohl über 400 Meter als auch mit der Staffel die Silbermedaille. Es folgten zwei Goldmedaillen bei den Zentralamerika- und Karibikjuniorenmeisterschaften in San Salvador. Bei den Juniorenweltmeisterschaften in Barcelona belegte er im Finale über 400 Meter in 46,17 s den fünften Platz und gewann mit der Staffel in 3:06,32 min die Bronzemedaille.
2013 siegte er im Einzelbewerb über 400 Meter bei den CARIFTA-Games in Nassau und sicherte sich Silber mit der Staffel. Bei den CAC-Meisterschaften in Morelia siegte er ebenfalls mit der Staffel. 2014 gewann er bei den CARIFTA-Games in Fort-de-France zwei Goldmedaillen und sicherte sich zuvor die Bronzemedaille mit der Staffel bei den World Relays auf den Bahamas. Daraufhin gewann er bei den CAC-Juniorenmeisterschaften in Morelia den Titel über 400 Meter in 45,28 s sowie den Titel bei den Juniorenweltmeisterschaften in Eugene in 45,1 s. Mit der Staffel schied er dort in der Vorrunde aus. 2015 belegte er mit der Staffel den siebten Platz bei den World Relays und qualifizierte sich während der Saison für die Panamerikanischen Spiele in Toronto, bei denen er in 44,70 s die Silbermedaille hinter dem Dominikaner Luguelín Santos gewann. Zudem sicherte er sich mit der Staffel in 2:59,60 min die Goldmedaille vor Kuba. Anschließend belegte er bei den Weltmeisterschaften in Peking im Finale über 400 Meter in 45,06 s den siebten Platz und gewann er mit der Staffel in neuem Landesrekord von 2:58,20 min im Finale die Silbermedaille hinter den Vereinigten Staaten.
Bei den Hallenweltmeisterschaften 2016 in Portland war Cedenio Mitglied der 4-mal-400-Meter-Staffel von Trinidad und Tobago, die die Bronzemedaille gewann. Er wurde allerdings nur im Vorlauf eingesetzt. Bei den Olympischen Spielen in Rio de Janeiro belegte er im Finale über 400-Meter mit neuem Landesrekord von 44,01 s den vierten Platz. Damit löste er Ian Morris als Landesrekordhalter ab. Mit der Staffel wurde er im Vorlauf wegen einer Bahnübertretung disqualifiziert. Bei den Weltmeisterschaften 2017 in London gewann er gemeinsam mit Jarrin Solomon, Jereem Richards und Lalonde Gordon mit Landesrekord von 2:58,12 min im Finale den Titel in der 4-mal-400-Meter-Staffel. Außerdem trat er im 400-Meter-Lauf an, schied jedoch mit 45,91 s in der Halbfinalrunde aus.
2018 nahm er zum ersten Mal an den Commonwealth Games im australischen Gold Coast teil und erreichte dort das Halbfinale über 400 Meter und belegte mit der trinidadisch-tobagischen 4-mal-400-Meter-Staffel mit 3:02,85 min den vierten Platz. Zuvor verhalf der der Staffel bei den Hallenweltmeisterschaften in Birmingham zum Finaleinzug. Bei den IAAF World Relays 2019 in Yokohama siegte er in 3:00,81 min in der 4-mal-400-Meter-Staffel. Anschließend schied er bei den Panamerikanischen Spielen in Lima mit 46,77 s in der ersten Runde über 400 m aus und gewann in 3:02,25 min gemeinsam mit Dwight St. Hillaire, Jereem Richards und Deon Lendore die Bronzemedaille mit der Staffel hinter Kolumbien und den Vereinigten Staaten. Daraufhin belegte er bei den Weltmeisterschaften in Doha in 45,30 s im Finale den siebten Platz und wurde mit der Staffel in 3:00,74 min Fünfter. 2021 gelangte er bei den Olympischen Sommerspielen in Tokio bis ins Halbfinale im Einzelbewerb und schied dort mit 45,86 s aus, während er mit der Staffel nach 3:00,85 min auf Rang acht einlief. Im Jahr darauf siegte er mit der Staffel in 3:01,29 min bei den Commonwealth Games in Birmingham und 2023 gewann er bei den Zentralamerika- und Karibikspielen in San Salvador in 3:01,99 min die Goldmedaille.
In den Jahren 2016, 2017 und 2019 wurde Cedenio trinidadisch-tobagischer Meister im 400-Meter-Lauf.

## Persönliche Bestzeiten
- 200 Meter: 20,84 s (+1,7 m/s), 4. April 2021 in Clermont
- 400 Meter: 44,01 s, 14. August 2016 in Rio de Janeiro (trinidadisch-tobagischer Rekord)
  - 400 Meter (Halle): 47,86 s, 10. Februar 2018 in Boston